# Raimondo Bianchi
Raimondo Bianchi (Velate, ... – Brescia, 1362) è stato un vescovo cattolico italiano.
Appartenente a nobile famiglia milanese, era abate benedettino San Pietro in Monte Orsino di Serle.
Nel 1358 è nominato vescovo di Brescia.

## Stemma
- D'argento al castello di rosso, con una bandiera dello stesso, spiegata tra le due torri[1]